# Státní pedagogické nakladatelství
Státní pedagogické nakladatelství (SPN) je nakladatelství se sídlem v Praze. Jeho původní adresa byla v Ostrovní ulici čp. 15.

## Historie
Nakladatelství bylo založeno 10. června roku 1775. Patent císařovny Marie Terezie dal vzniknout nakladatelství školních knih pro českou zemi, které se později jmenovalo Knihosklad. V tomto nakladatelství vyšel například první „Slabikář selské školy v c. a k. zemích“. Vydávalo pedagogické spisy, učebnice a časopisy.
Po vzniku Československé republiky se od roku 1919 jmenovalo „Státní školní knihosklad“ a od června 1921 „Státní nakladatelství“. Svou publikační činností zahrnovalo celou republiku. Bylo samostatné s vrchní správou Ministerstva školství a národní osvěty. Během 2. světové války bylo poněmčeno.
Po roce 1945 s pověřením vydávalo a distribuovalo nové učebnice. Od 1. listopadu 1950 se změnilo na „Státní nakladatelství učebnic“. Vznikly nové edice – například od května 1949 vydávaná edice „Za socialistickou výchovu“ s 1. svazkem od Zdeňka Nejedlého „Ideová výchova na střední škole“ nebo knižnice „Radar“ s literaturou vědecko-fantastickou.
Roku 1952 sem bylo začleněno nakladatelství Dědictví Komenského. Od 1. ledna 1956 již jako národní podnik mělo na území Prahy 21 pracovišť. Roku 1955 vyšlo 919 titulů (z toho 313 učebnic), roku 1960 vyšlo 1.648 titulů (1.039 učebnic) a 34 časopisů (Učitelské noviny, Rodina a škola). V čele umělecké rady složené z odborníků, pedagogů a výtvarníků stál Adolf Hoffmeister.

### Edice
Nakladatelství vydalo během let na 48 edicí, například edice Jazykové příručky a slovníky, Knižnice metodické literatury, Knižnice speciální pedagogiky, Kruh přátel, Dějiny školy a výchovy, Mimočítanková četba, Obrazové atlasy, Odborná literatura pro knihkupce, Světové dějiny, Učebnice a jiné.

### Po roce 1989
Nakladatelství ukončilo svou činnost roku 1993. Jeho nástupcem se stal národní podnik SPN – pedagogické nakladatelství (později akciová společnost). V současnosti je jeho činnost omezena. Učebnice vydávají i jiná nakladatelství (např. Portál, Septima, Alter, Prometheus, Fortuna).